# Tour de France 2017/6. Etappe
Die 6. Etappe der Tour de France 2017 fand am 6. Juli 2017 statt. Sie führte über 216 Kilometer von Vesoul nach Troyes. Es gab einen Zwischensprint in Colombey-les-Deux-Églises nach 135 Kilometern sowie zwei Bergwertungen der 4. Kategorie.
Marcel Kittel gewann im Massensprint ohne klassischen Sprintzug aus hinterer Position seine zweite Etappe, nachdem eine Ausreißergruppe mit Vegard Stake Laengen, Perrig Quemeneur und Frederik Backaert, die sich kurz nach dem Start gebildet hatte drei Kilometer vor dem Ziel eingeholt wurde. Chris Froome verteidigte problemlos sein Gelbes Trikot.